# Иван Божинов (Горно Върбени)
Иван Илиев Божинов е български революционер, деец на Вътрешната македоно-одринска революционна организация.

## Биография
Роден е в 1880 година в леринското село Горно Върбени (Екши Су), тогава в Османската империя. В 1901 година е заклет като член на ВМОРО от селския войвода Алексо Турунджов. До Илинденско-Преображенското въстание в 1903 година е нелегален деец. Участва във въстанието с четата на Турунджов и се сражава при нападението на Екшисулийската гара, при нападението на Невеска, при село Котори и при Кайчев мост, Леринско. След въстанието се легализира поради общата амнистия.
Участва в Първата световна война с Българската армия като войник от XI пионерна дружина, мостова рота, от 3 септември 1915 година до края на войната.
На 28 април 1943 година, като жител на Варна, подава молба за народна пенсия, която е одобрена и отпусната от Министерския съвет на Царство България.